# کتاب‌شناسی محمدعلی فروغی
نوشته‌های محمّدعلی فروغی (۱۳۲۱−۱۲۵۶)، از تاریخِ فلسفه و ترجمه و تحقیق و متونِ سیاسی و اقتصادی و درسی و غیر از این‌ها، فراوان است. بسیاری از این نوشته‌ها پس از مرگِ نویسنده منتشر شده است.

## کتاب‌ها
- طغیان ارامنه
- دوره مختصر از علم فیزیک
- اصول علم ثروت ملل یعنی اکونومی پلتیک
- حقوق اساسی (یعنی) آداب مشروطیت دول
- تاریخ مختصر ایران
- تاریخ ایران قدیم
- عشق و عفت
- تاریخ ساسانیان
- تاریخ ملل قدیمه مشرق (ترجمه)
- تاریخ مختصر دولت قدیم روم
- حکمت سقراط و افلاطون
- اندیشه‌های دور و دراز
- سیر حکمت در اروپا
- ترجمهٔ گفتار در روش به کاربردن عقل
- پیام به فرهنگستان
- آئین سخنوری یا فن خطابه
- فن سماع طبیعی
- تاریخ اسکندر کبیر
- سه نمایش‌نامه

### منشآتِ خصوصی
- یادداشت‌های روزانه از محمدعلی فروغی (۲۶ شوال ۱۳۲۱–۲۸ ربیع‌الاول ۱۳۲۲قمری؛ به کوششِ ایرج افشار)
- خاطرات محمدعلی فروغی (به کوششِ محمد افشین‌وفایی و پژمان فیروزبخش)
- نامه‌های محمدعلی فروغی (به کوششِ محمد افشین‌وفایی و مهدی فیروزیان)

## مقاله‌ها
- «ایران را چرا باید دوست داشت؟»

- "L'influence exercée par les langues étrangères sur le persan". Revue bleue, 5e série, tome IX, März 1908, pp. 364- 368.

## تصحیحات
- کلیات سعدی
- زبده دیوان حافظ
- رباعیات خیام
- خلاصه شاهنامه
- مواعظ سعدی